# Madonna della scala
Madonna della scala is een reliëf gemaakt door Michelangelo in ca. 1491 en is te vinden in het museum Casa Buonarroti, te Florence. Michelangelo maakte dit kunstwerk in de tijd dat hij bij de school van Lorenzo I de' Medici zat. Het beeldhouwwerk is gemaakt uit marmer en de afmetingen zijn 56,7 bij 40,1 cm.
Michelangelo liet zich voor dit reliëf inspireren door Donatello's stiacciato.